# Голдонна (Луїзіана)
Голдонна (англ. Goldonna) — селище (англ. village) в США, в окрузі Начітош штату Луїзіана. Населення — 428 осіб (2020).

## Географія
Голдонна розташована за координатами 32°1′21″ пн. ш. 92°55′42″ зх. д. / 32.02250° пн. ш. 92.92833° зх. д. (32.022628, -92.928377).  За даними Бюро перепису населення США в 2010 році селище мало площу 28,73 км², з яких 28,50 км² — суходіл та 0,23 км² — водойми.

## Демографія
Згідно з переписом 2010 року, у селищі мешкало 430 осіб у 155 домогосподарствах у складі 120 родин. Густота населення становила 15 осіб/км².  Було 205 помешкань (7/км²).
Расовий склад населення:
| - 96,0 % — білих - 3,5 % — чорних або афроамериканців - 0,2 % — корінних американців |

До двох чи більше рас належало 0,2 %. Частка іспаномовних становила 0,2 % від усіх жителів.
За віковим діапазоном населення розподілялося таким чином: 27,9 % — особи молодші 18 років, 57,0 % — особи у віці 18—64 років, 15,1 % — особи у віці 65 років та старші. Медіана віку мешканця становила 38,3 року. На 100 осіб жіночої статі у селищі припадало 93,7 чоловіків;  на 100 жінок у віці від 18 років та старших — 87,9 чоловіків також старших 18 років.
Середній дохід на одне домашнє господарство  становив 64 555 доларів США (медіана — 44 792), а середній дохід на одну сім'ю — 75 310 доларів (медіана — 56 250). За межею бідності перебувало 11,8 % осіб, у тому числі 4,1 % дітей у віці до 18 років та 6,7 % осіб у віці 65 років та старших.
Цивільне працевлаштоване населення становило 146 осіб. Основні галузі зайнятості: будівництво — 22,6 %, освіта, охорона здоров'я та соціальна допомога — 19,2 %, сільське господарство, лісництво, риболовля — 13,0 %, виробництво — 11,6 %.